# Hadrokolos texanus
Hadrokolos texanus là một loài ruồi trong họ Asilidae. Hadrokolos texanus được Bromley miêu tả năm 1934. Loài này phân bố ở vùng Tân Bắc giới.